# 24 часа: Проживи ещё один день
Девятый сезон американского драматического сериала 24 часа. Премьера состоялась 5 мая 2014 года.
Действие разворачивается в Лондоне спустя четыре года после   завершения восьмого сезона.

## Сюжет
В Лондоне агенты ЦРУ задерживают Джека Бауэра, который до этого четыре года был в бегах. Его привозят в местное отделение ЦРУ, которым руководит агент Стив Наварро. Вскоре Джек сбегает оттуда, а заодно освобождает Хлою О'Брайан. По его следам отправляется опытный агент Кейт Морган, которая жаждет поймать Бауэра, чтобы очистить своё имя (год назад муж Кейт, Адам Морган, был арестован за продажу секретной информации, его приговорили к пожизненному заключению и вскоре он повесился в камере).
Выясняется, что Джек прибыл в Лондон для предотвращения готовящегося покушение на президента США Джеймса Хеллера. С помощью Хлои Джек выясняет, что террористка Марго Аль-Харази завладела устройством, способным захватывать контроль над американскими беспилотниками. В дальнейшем Джеку удаётся убедить президента в существовании устройства и тот даёт разрешение на спецоперацию.
Джек объединяется с агентом Морган, которая к этому времени поверила, что Джек на их стороне. В итоге, им удаётся найти и уничтожить Аль-Харази. Устройство отправляется в ЦРУ, но оттуда его крадёт Стив Наварро, который, как оказалось, состоит в сговоре с Эдрианом Кроссом, лидером хакерской организации, членом которой является Хлоя. Джек ловит Наварро, но тот успевает передать устройство Кроссу.
В ходе расследования аналитик Гэвин выясняет, что именно Наварро продавал секретную информацию и, чтобы отвести от себя подозрения, подставил Адама Моргана. Это становится шоком для Кейт, которая считала Наварро своим другом. В гневе она чуть не убивает Наварро и тот даёт ей и Джеку зацепку, которая приводит их к устройству. Но устройство попадает в руки Ченга Джи, давнего врага Джека, который считался мёртвым. С помощью устройства Ченг провоцирует конфликт между Америкой и Китаем.
Лишь действия Джека помогают избежать войны, но при этом из-за Ченга погибает Одри, дочь президента Хеллера и бывшая возлюбленная Джека. Стремясь отомстить Джек добирается до Ченга и убивает его. В финале русские агенты захватывают Хлою и Джек обменивает себя на неё, а затем отправляется в Россию, чтобы ответить за убийства совершённые им четыре года назад.

## Персонажи

### Основной состав
- Джек Бауэр (Кифер Сазерленд) главный герой сериала. Бывший агент КТО.
- Кейт Морган (Ивонн Страховски) агент Лондонского отделения ЦРУ.
- Марк Будро (Тейт Донован) глава администрации президента, муж Одри.
- Хлоя О’Брайан (Мэри Линн Райскаб) бывший аналитик КТО. Друг Джека.
- Джеймс Хеллер (Уильям Дивейн) президент США.
- Эрик Риттер (Гбенга Акиннагбе) старший агент Лондонского отделения ЦРУ.
- Джордан Рид (Джайлс Мэтти) аналитик Лондонского отделения ЦРУ.
- Эдриан Кросс (Майкл Уинкотт) известный кибер-преступник, лидер хакерской организации.
- Стив Наварро (Бенджамин Брэтт) глава Лондонского отделения ЦРУ.
- Одри Будро (Ким Рейвер) дочь президента Хеллера, жена Марка Будро и бывшая возлюбленная Джека.

### Приглашённые актёры
- Элистер Дэвис (Стивен Фрай) премьер-министр Великобритании.
- Джордж Кобурн (Колин Сэлмон) генерал ВВС.
- Крис Таннер (Джон Бойега) лейтенант ВВС, оператор беспилотника.
- Марго Аль-Харази (Мишель Фэйрли) вдова известного террориста, цель которой отомстить за гибель своего мужа. Одна из антагонистов девятого сезона.
- Йен Аль-Харази (Лиам Гэрриган) сын Марго Аль-Харази.
- Карл Раск (Аксель Хенни) торговец оружием.
- Ченг Джи (Ци Ма) бывший агент китайской разведки. Давний враг Джека. Один из антагонистов девятого сезона.